# Die Wannseekonferenz (1984)
Die Wannseekonferenz ist ein deutscher Fernsehfilm aus dem Jahre 1984.

## Handlung
Der Film spielt am 20. Januar 1942 in Berlin. Der SS-Obergruppenführer Reinhard Heydrich hat Repräsentanten verschiedener Ministerien und Dienststellen des Dritten Reiches zu einer Konferenz in eine Villa am Großen Wannsee eingeladen. Die Sitzung dauert ungefähr 85 Minuten. Der Film dokumentiert den Verlauf dieser Sitzung, die als Wannseekonferenz in die Geschichte eingegangen ist. Nach Aufforderung von Hermann Göring berät diese Gruppe unter Leitung von Heydrich organisatorische Fragen im Zusammenhang mit der so genannten Endlösung der Judenfrage (siehe auch Holocaust). Der Film entstand auf Grundlage des Originalprotokolls.

## Kritiken
Das Lexikon des internationalen Films wertete: „Der Film bemüht sich um einen authentischen Bericht dieser folgenschweren Konferenz, indem er die Einheit von Ort und Zeit beibehält; ein eindrucksvolles und erschütterndes Dokumentarspiel; fürs Fernsehen entstanden, inzwischen in einigen Ländern im Kino ausgewertet.“
Heinz Höhne schieb im Spiegel 51/1984 „Drehbuchautor Paul Mommertz, 54, freut sich: ‚Ein optimaler Film, auf beachtlichem Niveau.‘ Das Lob gilt vor allem dem Regisseur Heinz Schirk, zu Recht: Er hat es mit einer Riege bewährter Schauspieler, allen voran Dietrich Mattausch in der Rolle des Heydrich und Gerd Böckmann als Eichmann, verstanden, dem Mommertz-Stück jene Atmosphäre rassistischen Säuberungswahns und kaltschnäuziger Bürokratenperfektion einzuhauchen, die die Wannseekonferenz zu der wohl schauerlichsten Hitler-Deutschlands machte. Doch was sich hier als dokumentensichere Rekonstruktion der Zeitgeschichte gibt, erweist sich bei näherem Hinsehen auf weiten Strecken als ein Produkt televisionärer Fabulier- und Kombinationslust. Denn: Dies ist nicht die Wannseekonferenz, wie sie die Historiker kennen. Es ist die Wannseekonferenz a la Paul Mommertz.“
Kritiker bei meinsammelsuriumblog urteilten: „Diese Fernsehproduktion ist zumindest eine erste Annäherung an ein Ereignis, das man mit Worten kaum fassen kann. Das Judentum wird eine statistische Größe, der Holocaust ein Aktenvorgang, der Genozid ein Transportproblem. Eine Gruppe durchaus normal wirkender Menschen löst eine in der Geschichte einmalige Vernichtungsaktion aus: den „verwalteten“, „ordentlichen“ Völkermord. Die Diskrepanz zwischen der Durchschnittlichkeit der Täter und der Ungeheuerlichkeit der Tat macht den Film zu einer schockierenden Erfahrung.“

## Auszeichnungen
- Adolf-Grimme-Preis
- Silberne Nymphe in Monte Carlo
- Preis des World Television Festivals in Tokio

## Neuverfilmungen
Im Jahr 2001 wurde die Wannseekonferenz erneut nach den überlieferten Protokollen verfilmt. Eine weitere Version wurde 2022 anlässlich des 80. Jahrestages der Konferenz veröffentlicht.